# 双节孝坊
双节孝坊位于中国安徽省黄山市歙县许村镇许村。
双节孝坊建于清嘉庆二十五年（1820）。牌坊为二柱单间一楼式，高4.7米。它是歙县最小的石牌坊，旌表许俊业的继妻金氏和妾贺氏两位节妇，顶部立“圣旨”牌。
2006年5月，双节孝坊作为许村古建筑群的子项，被列为第六批全国重点文物保护单位。